# 萧绍宗
萧绍宗（?—?），契丹名萧匹里，辽朝大臣，辽景宗齐国公主和萧继先的儿子。
萧绍宗娶辽圣宗之女耶律燕哥，被封为驸马都尉。开泰元年（1012年）五月，辽圣宗以驸马萧绍宗为郑州防御使。开泰二年（1013年）正月，驸马萧绍宗加检校太师，开泰九年（1020年）九月，辽圣宗以驸马萧绍宗同平章事。太平四年（1024年）九月，以驸马萧绍宗为武定军节度使。太平六年（1026年）十月，辽圣宗以萧孝顺、萧绍宗兼侍中。其女辽兴宗皇后蕭三蒨。